# Miltogramma munroi
Miltogramma munroi är en tvåvingeart som beskrevs av Charles Howard Curran 1936. Miltogramma munroi ingår i släktet Miltogramma och familjen köttflugor. Inga underarter finns listade i Catalogue of Life.